# Стад де ла Фронтьєр
«Стад де ля Фронтьєр»(фр. Stade de la Frontière) — багатоцільовий стадіон у місті Еш-сюр-Альзетт, Люксембург. Наразі він використовується переважно для футбольних матчів і є домашнім стадіоном команди «Женесс» (Еш). Стадіон вміщує 8200 осіб.

## Історія
Стадіон «Стад де ла Фронтьєр» був побудований у 1920 році як один з перших спеціально побудованих футбольних стадіонів у Люксембурзі. У 1937 році стадіон було розширено, щоб задовольнити потреби більш професійної футбольної команди. Також стадіон першим у країні був оснащений прожекторами. Стадіон продовжував використовуватися командою «Женесс» (Еш) під час нацистської окупації Люксембургу, де вони були змушені грати в німецьких регіональних лігах.
У 1970 році кантон Еш-сюр-Альзетт, як власник, оплатив реконструкцію стадіону. Зокрема, поле було повернуто на 90 градусів. Для цього було використано додаткову землю, надану сталеливарною компанією Aciéries Réunies de Burbach-Eich-Dudelange (ARBED). Це розширення також призвело до того, що місцеві будинки стали частиною стін, що прилягають до стадіону. Компанія Jeunesse Esch встановила рекламні щити, щоб спробувати зменшити ризики пошкодження майна, спричинені футбольними м'ячами.
У 2015 році кантон відремонтував трибуни на суму 500 000 євро, незважаючи на повідомлення про те, що розташовану неподалік колишню електростанцію ARBED буде використано як місце для будівництва нового стадіону замість «Стад де ла Фронтьєр». Це сталося після того, як бетонну Східну трибуну, яка замінила оригінальну дерев'яну, довелося закрити з міркувань безпеки. Реконструкція цієї трибуни коштувала 800 000 євро, але дах для неї не був включений до запланованої реконструкції. У 2021 році поле було наново покладено, але без підігріву ґрунту. У 2022 році Західну трибуну також було знесено та перебудовано.
«Женесс» (Еш) запровадила політику, згідно з якою вхід на «Стад де ла Фронтьєр» після першого тайму футбольного матчу був безкоштовним. Стадіон приймав національну збірну Люксембургу з футболу до 21 року.

## Галерея

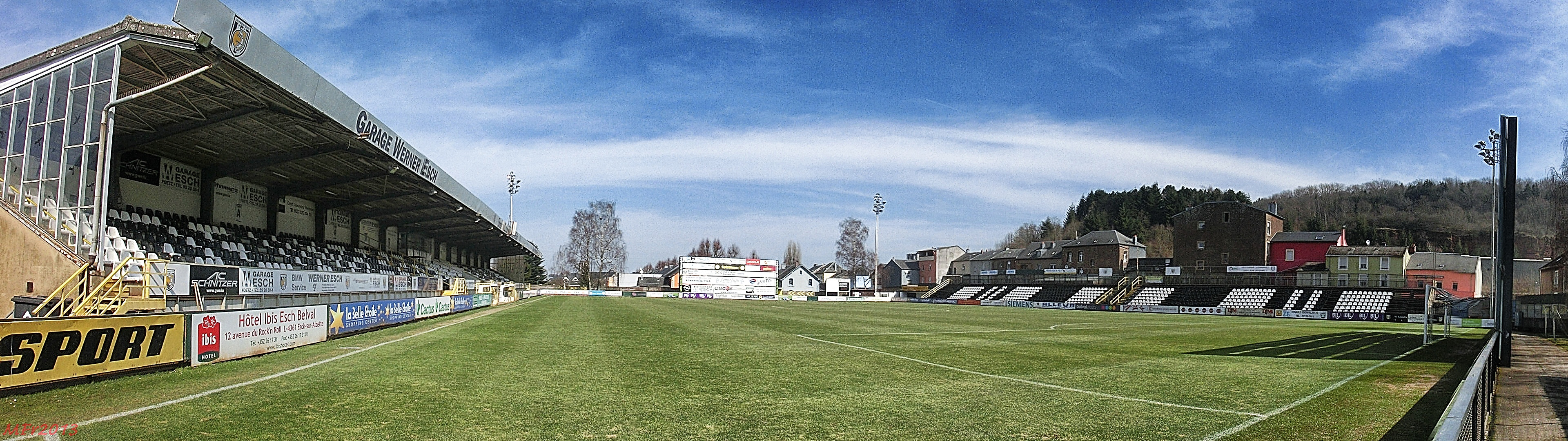
Стад де ла Фронтьєр